# Entandrophragma bussei
Entandrophragma bussei là một loài thực vật có hoa trong họ Meliaceae. Loài này được Harms ex Engl. mô tả khoa học đầu tiên năm 1915.